# 岡田文栄
岡田 文栄（おかだ ふみえ、1979年（昭和54年）11月8日 - ）は北海道出身の日本のレースクイーン、ナレーター、司会、女優である。本名、木村文栄（旧姓、岡田）。
女優としての名義として大地旭。特技は殺陣、日本舞踊、料理。

## 略歴
1979年（昭和54年）北海道旭川市生まれ。
1992年（平成4年）神楽岡小学校卒業。
1995年（平成7年）旭川市立神楽中学校卒業。
1998年（平成7年）旭川市立陵雲高等学校（現北海道旭川永嶺高等学校）卒業。
2000年（平成9年）札幌大谷大学短期大学部　美術科デザインコース卒業。
2001年（平成13年）FLASHグラビア。
2002年（平成14年）スーパー耐久レースSweetレーシングチーム、レースクイーン。Sweetレーシングチームでは今井優杏、太田香織里、宮脇初美、夏美涼香、小林磨衣子、石川奈々、佐々木純子、響あさみ、秋月るな、中川優希、松田典子、小山田みずき、冨永かおり、椎名愛、間里奈（結月里奈）らとともにハイレグを披露した。そのうち第2戦、第4戦、第6戦は映像化されている。
- 第1戦：CP-MINEサーキット（MINEサーキット）　3月16日-17日
- 第2戦：仙台ハイランドRW　4月27日-28日
- 第3戦：鈴鹿サーキット　5月11日-12日
- 第4戦：ツインリンクもてぎ　6月8日-9日
- 第5戦：十勝スピードウェイ　7月19日-7月21日
- 第6戦：TIサーキット英田（現岡山国際サーキット）　9月7日-8日
- 第7戦：スポーツランドSUGO　10月5日-6日
- 第8戦：富士スピードウェイ　11月9日-10日

2003年（平成15年）ミス湘南グランプリ。青山スタジオなどで個人撮影会などに参加。
2005年（平成16年）全国高等学校ラグビーフットボール大会リポーター（CS）。
2006年（平成17年）東京オートサロン(カロッツェリアブース)。
2007年（平成18年）ラジかる×ラジかるッ’07年忘れ（日テレ）、銀座ロマン～止まり木の唄～（銀座博品館劇場）。
2007年（平成18年）林華鈴『アリガトウ～Angel of my life～』のプロモーションビデオ出演。
2008年（平成19年）銀座ロマンPARTV 陽だまりの街(銀座博品館劇場)、ホステス知美役、街のパンパンガール役。
2009年（平成20年）8月11日　FM浦安『嶋田ななの…ときめきvoice☆』出演。
2009年（平成20年）9月　銀座ACBへようこそ (銀座博品館劇場)に出演。東スポの取材に対して「脱ぐ覚悟はあります」と返答。
2010年（平成21年）バイクナビグランプリ2010春のひたちなか７ＥＮＤＵＲＯ、司会。

## 人物
好きな食べ物はチーズ、ラーメン、あんかけ焼きそば、揚げ物。好きな休日の過ごし方は昼寝でごろごろ。
初めての恋愛は16歳。
好きな本は白夜行。
姉と妹がいる。
東村山市久米川町でサロン・スタッフをしている。
自身のブログの「長いものには巻かれたい」というエントリーで、レースクイーン時代にはサーキットでハイレグを着てファンにお尻を触られていたことを告白している。
レースクイーン時代のハイレグは毎回チームのマネージャーに渡してクリーニングをしていた。

## 関連人物
- 今井優杏

　　Sweetレースクイーン時代の同僚
- 庄司ゆうこ
- 鷲巣あやの
- 安達麗
- 水沢真樹（AV女優、友人）

## 主な出演
テレビドラマ
- ランチの女王[13]（CX）（2002）
- 聞かせてよ愛の言葉を[13]（TBS）（2005）
- 慶次郎縁側日記２[13]（NHK）（2005）
- 歴史ミステリー戦国、お江与役（テレビ東京）（2006）
- 超歴史ミステリー5 大奥、お江与役（テレビ東京）（2007）
- 7大歴史ミステリーSP お江与役（テレビ東京）（2006~2009）
- 桂ちづる診察日録[13]（NHK）（2010）女の囚人役（6話~11話、13話、14話）
- 愛憎ミステリー お江与役（テレビ東京）（2010）

テレビ
- 中居正広の金曜日のスマたちへ（TBS）（2002）
- 行列のできる法律相談所（日テレ）（2006）
- ラジかる×ラジかる’07年忘れ（日テレ）（2007）
- 秋の笑っていいとも!特大号（CX）（2010）
- パニックフェイス（TBS）（2010）
- スパモク（TBS）（2010）

舞台
- 心は孤独なアトム（SPACE107）（2004）
- 悲しき天使（笹塚ファクトリー）（2005）
- 十四歳の国（芸能花伝舎）（2005）
- 銀座ロマン（銀座博品館）（2006）
- コロッケコンサート モノマネエンターテイメント（旭川市民文化会館）（2006）
- ロミオとジュリエット（新宿村スタジオ）（2007）
- Missing Link（ザムザ阿佐ヶ谷）（2007）
- 止まり木の唄（銀座博品館）（2007）
- 銀座ロマンPARTIII 風よ柳よ夕焼けよ(銀座博品館劇場)（2006）
- 銀座ロマンPARTIV 止まり木の唄(銀座博品館劇場) （2007）
- 銀座ロマンPARTV 陽だまりの街(銀座博品館劇場)（2008）
- 銀座ACBへようこそ (銀座博品館劇場)（2009）

CM
- MEIHO北海道・東海地方CM（七福神弁天ヒロコ役）（2005）

ミュージックビデオ
- 小林梓『アリガトウ～Angel of my life ～』カラオケ用ビデオ[14]

CD
- 『萌レゲェ』「萌レゲ LOVE feat.レゲッ娘文栄&香菜」（日本クラウン）（2008）

リポーター
- 全国高等学校ラグビーフットボール大会東京都予選（CS）（2005）
- 農業”道”でしょう（JAホームページ）（2008〜2009）

そのほかメディア
- FLASH EX (2002年1/31号)
- 東京スポーツ新聞”フレッシュVゾーン”（2008年5月8日）
- 産経スポーツ新聞“気になるあの子”（2008年5月20日）
- 東京スポーツ新聞（2009年）

ビデオ作品
- 「サーキットの女神達 スーパー耐久 第2戦 仙台ハイランドレースウェイ」SPD-038（Private Eyes）（2003）
- 「魅惑のレースクイーン107 '02 SUPER耐久 TIサーキット」（ミラクル映像）
- 「魅惑のレースクイーン103 '02 SUPER耐久もてぎ」（ミラクル映像）
- 「魅惑のレースクイーン102 '02 SUPER耐久もてぎ」（ミラクル映像）
- 「魅惑のレースクイーン101 '02 SUPER耐久開幕戦仙台ハイランド」（ミラクル映像）
- 「好き好き、盗撮ビデオ君! No.556」
- 「好き好き、盗撮ビデオ君! No.726」